# Barbara (piosenkarka)
Monique Andrée Serf (ur. 9 czerwca 1930 w Paryżu, zm. 24 listopada 1997 w Neuilly-sur-Seine) – francuska piosenkarka znana pod pseudonimem scenicznym Barbara.

## Życiorys
Urodziła się 9 czerwca 1930 w Paryżu jako Monique Andrée Serf. Była Żydówką, a jej rodzina pochodziła z terenów dzisiejszej Ukrainy. Pseudonim sceniczny Barbara nawiązywał do jej babci – Varvary Brodskiej.
Karierę rozpoczęła w latach 50. XX wieku jako piosenkarka kabaretowa, rozpoznawalna jako La Chanteuse de minuit („śpiewaczka o północy”). W kolejnych latach artystka tworzyła własne utwory, z których najbardziej znanymi są: Dis, quand reviendras-tu? (1962), Ma plus belle histoire d’amour (1966) i L’Aigle noir (1970).